# Maxim Dekker
Maxim Dekker (21 april 2004) is een Nederlands voetballer die als verdediger voor AZ speelt.

## Carrière
Maxim Dekker speelde in de jeugd van SCW, FC VVC, AFC en AZ, waar hij in 2020 een contract tot medio 2023 tekende. Hij debuteerde in het betaald voetbal voor Jong AZ op 30 april 2021, in de met 0-1 gewonnen uitwedstrijd tegen Roda JC Kerkrade. Hij kwam in de 83e minuut in het veld voor Yusuf Barası.

## Clubstatistieken
| Seizoen                       | Club           | Land           | Competitie     | Competitie | Competitie | Beker | Beker | Totaal | Totaal |
| Seizoen                       | Club           | Land           | Competitie     | Wed.       | Dlp.       | Wed.  | Dlp.  | Wed.   | Dlp.   |
| ----------------------------- | -------------- | -------------- | -------------- | ---------- | ---------- | ----- | ----- | ------ | ------ |
| 2020/21                       | Jong AZ        | Nederland      | Eerste divisie | 1          | 0          | –     | –     | 1      | 0      |
| 2021/22                       | Jong AZ        | Nederland      | Eerste divisie | 24         | 0          | 0     | 0     | 24     | 0      |
| 2022/23                       | Jong AZ        | Nederland      | Eerste divisie | 4          | 2          | 0     | 0     | 4      | 2      |
| 2022/23                       | AZ             | Nederland      | Eredivisie     | 13         | 1          | 0     | 0     | 13     | 1      |
| Carrièretotaal                | Carrièretotaal | Carrièretotaal | Carrièretotaal | 42         | 3          | 0     | 0     | 42     | 3      |
| Bijgewerkt op 28 januari 2023 |                |                |                |            |            |       |       |        |        |